# Liste der Gouverneure von Guangdong
Dies ist die Liste der Gouverneure der chinesischen Provinz Guangdong.
| Name            | Amtszeit  |
| --------------- | --------- |
| Ye Jianying     | 1949–1953 |
| Tao Zhu         | 1953–1957 |
| Chen Yu         | 1957–1967 |
| Huang Yongsheng | 1967–1969 |
| Liu Xingyuan    | 1969–1972 |
| Ding Sheng      | 1972–1974 |
| Zhao Ziyang     | 1974–1975 |
| Wei Guoqing     | 1975–1979 |
| Xi Zhongxun     | 1979–1981 |
| Liu Tianfu      | 1981–1983 |
| Liang Lingguang | 1983–1985 |
| Ye Xuanping     | 1985–1991 |
| Zhu Senlin      | 1991–1996 |
| Lu Ruihua       | 1996–2003 |
| Huang Huahua    | 2003–2011 |
| Zhu Xiaodan     | 2011–2016 |
| Ma Xingrui      | 2016–2021 |
| Wang Weizhong   | 2021–     |